# Florent Vandenberghe
Florent Vandenberghe, né le 13 août 1895 à Pittem et mort le 10 juin 1982 à Melle,, est un coureur cycliste belge. Professionnel de 1920 à 1928, il a remporté une édition du Grand Prix de l'Escaut. Il s'est également imposé sur diverses courses en France.

## Palmarès
- 1920
  - 3e du Championnat des Flandres
- 1921
  - 2e d'Arlon-Ostende
- 1922
  - Grand Prix de l'Escaut
  - 2e du Circuit Jemeppien
  - 2e de Jemeppe-Marche-Jemeppe
  - 2e du Championnat des Flandres
  - 3e du Tour de Flandre Occidentale
- 1923
  - 3e de Paris-Calais
- 1924
  - Paris-Saint-Amand-les-Eaux
- 1925
  - Paris-Valenciennes
  - 2e de Lille-Dunkerque-Lille
- 1927
  - Circuit de la Chalosse
  - Toulouse-Luchon-Toulouse
  - Tour du Bassin d'Arcachon[3]
  - 2e du Circuit de la Vienne